# St. Mary's Cathedral (Cheyenne)

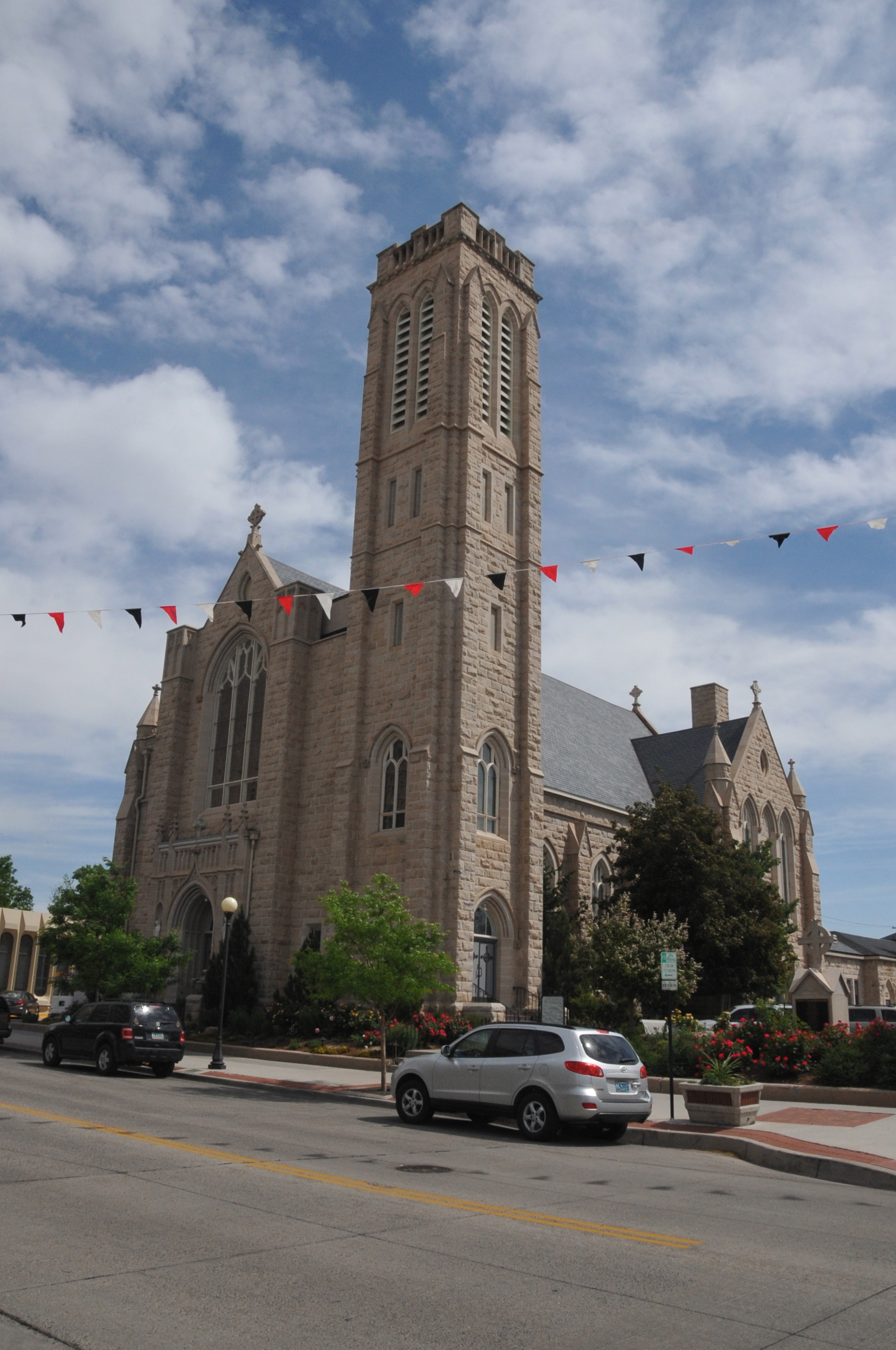
St. Mary's Cathedral in Cheyenne.

St. Mary's Cathedral is een rooms-katholieke kathedraal van het bisdom Cheyenne in Cheyenne, de hoofdstad van de Amerikaanse staat Wyoming. De bouw van het victoriaans-neogotische gebouw begon in 1907 en de kathedraal werd in 1909 ingewijd door bisschop Maurice Francis Burke van St. Joseph (Missouri) en John Patrick Carroll uit Helena (Montana). De gebrandschilderde ramen - een schenking - werden vanuit Europa ingevoerd. Het koor komt ook uit Europa en werd geschonken door de Knights of Columbus.
De kathedraal bevindt zich op één stratenblok van het Wyoming State Museum en twee blokken van het Capitool van Wyoming.